# Kollár László Péter
Kollár László Péter (Budapest, 1958. január 4. –) Széchenyi-díjas magyar építőmérnök, egyetemi tanár, a Magyar Tudományos Akadémia rendes tagja, és a Szent István Tudományos Akadémia rendes tagja. A tartószerkezetek és a műanyag-szerkezetek elméleti és alkalmazott kutatásának neves tudósa. 2015-től a Budapesti Műszaki és Gazdaságtudományi Egyetem tudományos és innovációs rektorhelyettese. Kollár Lajos (1926–2004) építőmérnök, akadémikus fia. 2020-tól a Magyar Tudományos Akadémia főtitkára.

## Életpályája
1977-ben kezdte meg egyetemi tanulmányait a Budapesti Műszaki Egyetem (BME) Közlekedésmérnöki Karán, később áttért az Építőmérnöki Karra, ahol 1982-ben szerzett mérnök diplomát. 1984 és 1986 között a BME mérnöki matematikai szakmérnöki szakát is elvégezte. 1987-ben védte meg egyetemi doktori disszertációját.
Diplomájának megszerzése után az UVATERVnél kezdett el dolgozni, majd 1983-ban a BME vasbetonszerkezetek tanszékén ösztöndíjasa lett. 1986-ban kapott tanársegédi kinevezést. 1989 és 1990 között a tanszék tudományos munkatársa, majd 1990 és 1993 között tudományos főmunkatársa volt. 1993-tól docensként oktatott. 1996-ban habilitált, majd 1997-ben vette át egyetemi tanári kinevezését. 2001-től a BME Építészmérnöki Karának szilárdságtani és tartószerkezetek tanszékén oktat egyetemi tanári rangban. 2015-ben a Budapesti Műszaki és Gazdaságtudományi Egyetem tudományos és innovációs rektorhelyettesévé nevezték ki. 1997 és 2000 között Széchenyi professzori ösztöndíjjal kutatott. 1988-ban a Leuveni Katolikus Egyetem ösztöndíjasa volt. Több alkalommal járt a Stanford Egyetemen: 1990–1991-ben ösztöndíjjal kutatott, 1992–1993-ban vendégtanár, 1997–1998-ban pedig vendégprofesszor volt (az első két alkalommal a Repülőmérnöki Karon, utóbbi alkalommal az Építőmérnöki Karon). 1988 és 1999 között a Főmterv Rt. főtanácsadója volt.
1987-ben védte meg a műszaki tudományok kandidátusi, 1995-ben akadémiai doktori értekezését. Az MTA Elméleti és Alkalmazott Mechanikai Bizottsága titkáraként dolgozott, valamint tagja lett a Szál- és Kompozittechnológiai Bizottságnak és a Szilárd Testek Mechanikája Bizottságnak. Utóbbinak később elnöke is lett. 2001-ben választották meg a Magyar Tudományos Akadémia levelező, 2007-ben rendes tagjának. 2009-ben az Országos Tudományos Kutatási Alap (OTKA) Bizottság elnöke lett. Több tudományos szakfolyóirat szerkesztőbizottságába is bekerült: az International Journal of Composite Materials, az International Journal of Reinforced Plastics and Composites és a Journal of Computational and Applied Mechanics.

## Munkássága
Kutatási területe a tartószerkezetek, a műanyag-szerkezetek, ezek mechanikája és a kompozitok. Nevéhez fűződik a magas házak viselkedésének modellezésére kialakított azon módszer, amely a stabilitás- és földrengésvizsgálatok során kerül alkalmazásra. Számos szerkezeti, illetve kompozit-kérdésben talált megoldást: az általánosan anizotrop vastag hengerek stabilitás-, valamint szilárdságvizsgálatára és a kompozitban (szerkezetrészben) keletkező gyártási feszültségek és alakváltozások meghatározására.
Az útvonal-engedélyezéshez szükséges, a házak teherbírását mutató közelítő számításra kialakított egy megfelelő modellt, arra algoritmust és az ezt feldolgozni képes számítógépes programot. Különösen érdekes kutatási területe a sílécek és a sízés műszaki vizsgálata. 2015-ben Széchenyi-díjat kapott.

## Családja
Édesapja Kollár Lajos építőmérnök, az MTA rendes tagja volt. 1983-ban nősült, felesége Csoma Cecília. Házasságukból négy leánygyermeke született.

## Főbb publikációi
- Stability Analysis of Composite Sandwich Shells (1991)
- Vasbeton-szilárdságtan (1995)
- Vasbetonszerkezetek I. (egyetemi tankönyv, 1997)
- Application of the Sandwich Theory in the Stability Analysis of Structures (társszerző, 1999)
- Mechanics of Composite Structures (társszerző, 2003)
- Tartószerkezetek tervezése földrengési hatásokra (Dulácska Endrével, 2008)
- Bevezetés a tartószerkezetek tervezésébe (2008)
- Kompozitszerkezetek: lehetőségek és realitás, Székfoglalók a Magyar Tudományos Akadémián: 2001 : Matematikai és természettudományok. (2013)